# Phanuwat Jinta
Phanuwat Jinta (tiếng Thái: ภานุวัฒน์ จินตะ, sinh ngày 6 tháng 1 năm 1987), còn được biết với tên đơn giản (tiếng Thái: เต๊าะ), là một cầu thủ bóng đá từ Thái Lan. Hiện tại anh thi đấu cho PT Prachuap  ở Giải bóng đá Ngoại hạng Thái Lan.
Anh thi đấu cho Chonburi FC ở vòng bảng Giải vô địch bóng đá các câu lạc bộ châu Á 2008.

## Danh hiệu

### Câu lạc bộ
Chonburi FC
- Giải bóng đá ngoại hạng Thái Lan  Vô địch (1): 2007
- Cúp Hoàng gia Kor Vô địch (2): 2008, 2009